# Bossmen
Bossmen est un groupe luxembourgeois de hip-hop, originaire d'Esch-sur-Alzette, actif entre 2002 et 2015. Leurs textes étaient en français.

## Histoire
Les membres de Bossmen se compose des deux frères Nytt et Alino, venus au Luxembourg depuis Kinshasa, au Congo, en tant que jeunes réfugiés politiques, résidant à Esch-sur-Alzette.  « Venir d’un petit pays comme le Luxembourg et chercher à s’imposer dans le milieu hip-hop, c’est un sacré challenge. Mais un challenge qu’on se sait capable de relever. La (bonne) musique n’a pas de frontières », expliquent-ils.
Ils sortent leur première mixtape Bossmentality en 2002. Au début, ils font davantage de ragga et de dancehall mais s'orientent ensuite de plus en plus vers le hip-hop.
Le groupe fait le buzz en 2012 avec une ode à la métropole du Fer, Esch City Bitch, qui comptait à cette période 122 000 vues sur YouTube. En 2013, Bossmen collabore avec le rappeur français Youssoupha sur le morceau Diez a fond avec E-Pi. La même année, ils sortent leur premier EP, Objectif 2090, leur troisième mixtape Bossmentality vol.3 et, entretemps, le clip du morceau 352. En 2014, ils sortent leur deuxième EP, Cypher 2090. Le 14 septembre 2014, ils font une halte en France jouant à L'Olympia de Paris.
Le groupe se sépare, les deux frères continuant de sortir de nouvelles chansons en tant qu'artistes solo. Nytt a également été actif en tant qu'acteur et a joué un rôle dans le film d'Adolf El Assal Les Fameux gars.

## Discographie

### EP
- 2013 : Objectif 2090
- 2014 : Cypher 2090

### Mixtapes
- 2002 : Bossmentality
- 2006 : Bossmentality Vol. 2
- 2013 : Bossmentality Vol. 3

### Singles (sélection)
- 2011 : Diez a fond (feat. S-Pi & Youssoupha)
- 2011 : Très mal
- 2011 : On sera là (feat. Bolingo)
- 2011 : Tout dans l'geste
- 2012 : Esch City Bitch
- 2012 : Chacun son camp
- 2012 : Ima Bossmen
- 2012 : Rêve
- 2013 : 3.5.2
- 2015 : Match Eza Wo